# 野口兼資

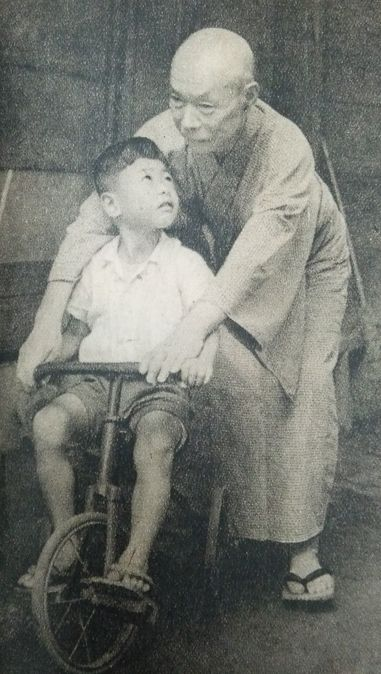
1947年

野口 兼資（のぐち かねすけ、1879年（明治12年）11月7日 - 1953年（昭和28年）10月4日）は、シテ方宝生流能楽師。本名、野口政吉（のぐち まさきち）。

## 経歴
愛知県名古屋市に生まれる。16世宝生九郎知栄の高弟。野口家は名古屋の宝生流の旧家で祖父野口庄兵衛に養われ、7歳で初舞台を踏み，14歳以降，16世宝生九郎の弟子となる。その薫陶を受けた。
難声ながら強靭で気品のある芸風は幽玄で、本三番目物にすぐれ、名人の名をほしいままにした。 
シテ方宝生流では松本長と並び称された。他流では「気合の十四世六平太、位の兼資」とも評される。1948年4月、「姨捨」により日本芸術院賞を受賞した。1950年日本芸術院会員。1953年福岡市住吉能楽堂で『隅田川』演能中に脳溢血で急逝。

## 著書
- 『黒門町芸話』 (1943年)
- 『兼資芸談』 (1953年)

## DVD
- 能楽名演集 宝生流「羽衣」野口兼資／「綾鼓」高橋進、NHKエンタープライズ